# Min svärmor - dansösen
Min svärmor - dansösen är en svensk komedifilm från 1936 i regi av Thor Brooks. I det ledande rollerna ses Isa Quensel, Tollie Zellman och Åke Ohberg.

## Om filmen
Filmen spelades in vid Europa Studio i Sundbyberg med exteriörer från Grand Hôtel i Stockholm och Höstsol i Täby av Hilmer Ekdahl. Filmen hade premiär på biograferna Rialto och Rivoli i Stockholm den 12 oktober 1936.
Som förlaga har man Alexandre Bissons och Antony Mars' roman Les surprises du divorce som utgavs 1888. Romanen dramatiserades samma år och uruppfördes på Théâtre de Vaudeville i Paris.

## Rollista
- Tollie Zellman – fru Palm
- Karin Albihn – Eva, hennes dotter
- Åke Ohberg – Sven Falck, schlagerkompositör
- Karl Kinch – John Falck, skådespelare
- Kotti Chave – Gösta Falck, pianist
- Gösta Cederlund – Svante Holmenius
- Isa Quensel – Sylvia, hans dotter
- Tore Lindblad – Ivan Markin
- Erik A. Petschler – Jansson, detektiv
- Josua Bengtson – poliskommissarie
- Edith Lambert – Hildur
- Valborg Granberg – Fanny

## Musik i filmen
- Barcelona, kompositör Sten Axelson, text Isa Quensel
- Ein Sommernachtstraum. Hochzeitmarsch (En midsommarnattsdröm. Bröllopsmarsch), kompositör Felix Mendelssohn-Bartholdy
- Jag har undrat många gånger, kompositör Sten Axelson, text Sven Paddock
- Junker Nils sjunger till lutan. Ur (Ur Gustaf Wasas saga), kompositör Andreas Hallén, text Daniel Fallström
- Nu ska' vi vara snälla, kompositör Jules Sylvain, text Karl Gerhard
- Nästan ingenting, kompositör Sten Axelson, text Harry Iseborg